# Nemorilloides carbonatus
Nemorilloides carbonatus är en tvåvingeart som beskrevs av Louis-Paul Mesnil 1952. Nemorilloides carbonatus ingår i släktet Nemorilloides och familjen parasitflugor. Inga underarter finns listade i Catalogue of Life.